# Chanh lõm
Chanh lõm hay nhan (danh pháp hai phần: Citrus × depressa, tên cũ: C. pectinifera) là cây ăn quả thuộc chi Cam chanh. Chanh lõm là loài bản địa của Đài Loan và đảo Okinawa, Nhật Bản. Tại Việt Nam, cây được trồng ở Quảng Trị. Quả chanh lõm khá nhỏ, quả xanh giàu các flavonoid, rất chua, sử dụng như các loại chanh khác.

## Hình ảnh

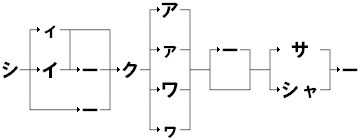
Tên gọi trong tiếng Nhật
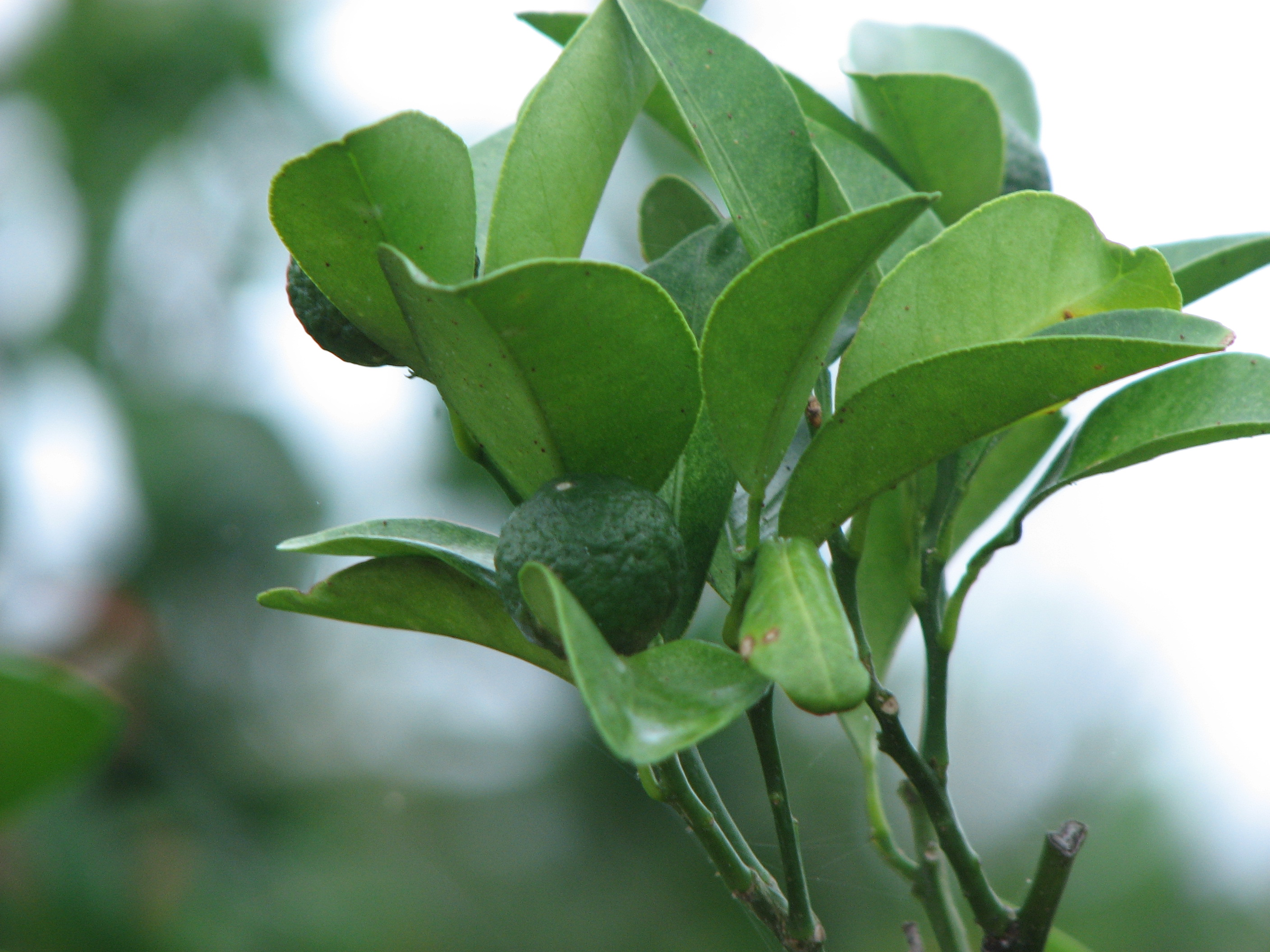